# اولین وو

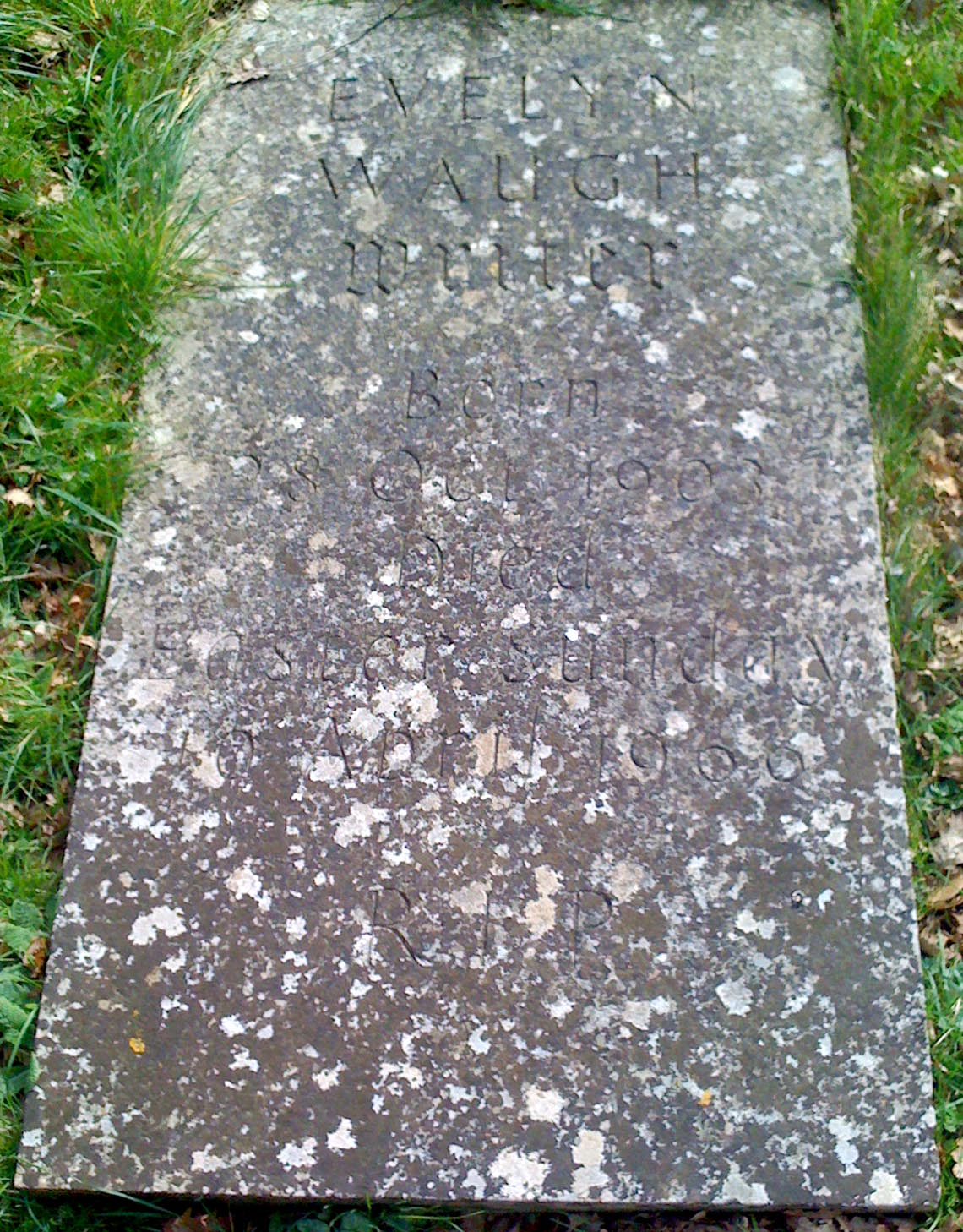
آرامگاه اولین وو

آرتور اِوِلین سنت جان وو (به انگلیسی: Arthur Evelyn St. John Waugh)، ازجمله نویسندگان و داستان پردازان انگلیسی است که در سال ۱۹۰۳ متولد گردید و در سال ۱۹۶۶ درگذشت.

## زندگی‌نامه
اِوِلین وو در ۲۸ اکتبر ۱۹۰۳ به دنیا آمد و در ۱۰ آوریل ۱۹۶۶ درگذشت. این نویسنده انگلیسی که چندین رمان، زندگی‌نامه و سفرنامه را در پرونده کاری خود دارد و روزنامه‌نگار و منتقد هم بود زندگی پر فراز و نشیبی داشت و «باری دیگر برایدزهد» به نوعی روایت شکست‌های زندگی اوست. چارلز، نام قهرمان و راوی داستان است و ماجراهای داستان با اواخر جنگ جهانی دوم آغاز می‌شود. اِوِلین وو، نویسنده این کتاب که شخصیتی به شدت کاتولیک بود، در رمانش نیز به مسایل مذهبی اشاره دارد. نسخه اصلی رمان «باری دیگر برایدزهد» اثر اِوِلین وو که سهیل سُمی آن را به فارسی برگردانده، در سال ۱۹۴۵ برای نخستین بار با عنوان «Brideshead Revisited» منتشر شد؛ رمانی که در فهرست بهترین رمان‌های قرن بیستم میلادی قرار گرفته است.

## کتابشناسی
برخی از آثار او عبارتند از:
- زوال و سقوط {انحطاط و سقوط} (۱۹۲۸ رمان) (به انگلیسی: Decline and Fall)
- مشتی غبار (۱۹۳۴ رمان) (به انگلیسی: A Handful of Dust)
- پرچم‌های دیگری برافرازید (۱۹۴۲ رمان) (به انگلیسی: Put Out More Flags)
- باری دیگر برایدزهد (۱۹۴۵ رمان) (به انگلیسی: Brideshead Revisited)
- افسران و نجیب زادگان (۱۹۵۵ رمان) (به انگلیسی: Officers and Gentlemen)
- شمشیر افتخار (۱۹۶۵ تریلوژی) (به انگلیسی: Sword of Honour)
- سربازان مسلح سپاه
- مردان تحت‌السلاح
- عزیز